# 邪道魔法少女
邪道魔法少女，是一個誕生於2002年的日本OVA動畫的系列名稱。該OVA由SHOWGATE（原為東芝ENTERTAINMENT，2007年6月7日起改名）所製作出品，並交給GENEON ENTERTAINMENT（今日本Geneon環球娛樂）銷售。本系列動畫的主題如其名，主要就是進行魔法少女相關作品的戲仿。這個OVA系列由SHOWGATE、GENEON兩家企業的製作人共同企劃主導，並且在網路上有暗黑魔法少女、偽·魔法少女等戲稱。

## 作品
1. 魔法護士小麥
  - 魔法護士小麥 （2002年～2004年、全6卷）
  - 魔法護士小麥Z （2004年～2005年、全2卷）
2. 撲殺天使朵庫蘿
  - 撲殺天使朵庫蘿 （2005年～2006年、全4卷8話）
  - 撲殺天使朵庫蘿2（2007年、全2卷4話）
3. 大魔法峠 （2006年～2007年、全4卷8話）

## 製作人
- 川瀨浩平（GENEON ENTERTAINMENT 製作人）
- 伊平崇耶（SHOWGATE 製作人）

## 概要
- 「邪道魔法少女」這個名稱，首次出現在全系列第一部作品《魔法護士小麥 KARTE.1》的宣傳文宣上[1]。接下來，隨著OVA《撲殺天使朵庫蘿》的推出，川瀨浩平製作人便在廣播節目中表示「邪道魔法少女」確定成為該動畫系列的名稱。從此以後這個名稱就開始大量出現在所有宣傳媒體。

- 在《大魔法峠》系列DVD的販賣期間，川瀨浩平製作人曾公開表示「整個邪道魔法少女系列將就此宣告完結。」於是針對以上三部作品的邪道魔法少女三部曲稱呼便不脛而走。只是，在OVA《大魔法峠》完結後的2007年8月24日，作為第二期續集的OVA《撲殺天使朵庫蘿2》的第1卷又開始推出，所以整個系列是否就此結束？目前大家仍在觀望中。

## 特色
- 日本動畫中的魔法少女類型作品，總是充滿著溫馨純真的氣氛，但是本系列則是打破常規，全篇內容充斥著惡搞、御宅文化、對社會的嘲諷等，登場的魔法少女們也常耍心機、城府極深。
- 雖然作品充滿「萌動畫」風格，但是川瀨浩平曾公開表示這個系列其實是「搞笑動畫」。
- 以上3部作品都是先在Anime TV付費頻道進行播出之後，才開始販售DVD。
- 除了《魔法護士小麥》是從電視動畫《The Soul Taker ～魂狩～》獨立出來的新作品，其他兩部OVA都是改編自原作。除此之外，《撲殺天使朵庫蘿》是由伊平崇耶製作人著手改編，《大魔法峠》則是由川瀨浩平製作人企劃改編。兩人都是因為各自讀過原作小說／漫畫而愛不釋手，因此決定將他們改編成動畫版。
- 在DVD的販售期間，為了宣傳而會在旗下的線上廣播網站中播放相關的線上廣播節目。節目中通常由川瀨浩平、伊平崇耶，以及主演聲優等3人進行對談。
- Pioneer LDC在2003年成為廣告集團電通旗下的子企業「GENEON ENTERTAINMENT」，東芝ENTERTAINMENT也在2007年被併到博報堂DY控股集團的傘下而成為「SHOWGATE」。由於GENEON和SHOWGATE的母公司互為商業競爭對手，使得雙方的日後合作關係令人玩味。